# På Oléo
På Oléo är ett livealbum från 1972 utgivet av det svenska dansbandet Ingmar Nordströms på skivbolaget Frituna. Skivan spelades in på dansrestaurangen Oléo i Ingmar Nordströms hemstad Växjö.

## Låtlista
1. Oo-Wakka-Doo-Wakka-Day – 2:29
2. Elvira Och Sonja = Eviva Espana  2:36
3. Ingenting Nytt Under Solen = Quand Il Est Mort Le Poete - 3:31
4. Gatans Melodi = La Valse Bleue - 3:11
5. Gladbiten - 2:49
6. Thunder And Lightning 2:49
7. Jag Har En Sång = Les Musiciens - 2:47
8. Borriquito - 3:56
9. Air - 3:05
10. Som En Vind - 2:47
11. Ett Sommarminne - 3:09.
12. Matrimony - 3:00